# Teorema de Liouville (transformaciones conformes)
En matemáticas, el teorema de Liouville sobre transformaciones conformes, es un enunciado sobre la rigidez de las aplicaciones conformes en un espacio euclídeo. Demostrado por Joseph Liouville en 1850, establece que cualquier función conforme suave en un dominio de Rn, donde n > 2, se puede expresar como una composición de traslaciones, semejanzas, transformaciones ortogonales e inversiones; es decir, son transformaciones de Möbius (en n dimensiones).

## Implicaciones del teorema
Este teorema limita severamente la variedad de posibles asignaciones conformes en R3 y espacios de dimensiones superiores. Por el contrario, las asignaciones conformes en R2 pueden ser mucho más complicadas; por ejemplo, todos los dominios planos de simplemente conexos son conformemente equivalentes, según el teorema de representación conforme de Riemann.
Las generalizaciones del teorema son válidas para transformaciones que son solo débilmente diferenciables (Iwaniec y Martin, 2001, Chapter 5). El enfoque de dicho estudio es el sistema de ecuaciones de Cauchy–Riemann no lineales, que es una condición necesaria y suficiente para que una funciíon suave f : Ω → Rn sea conforme:
{\displaystyle Df^{\mathrm {T} }Df=\left|\det Df\right|^{2/n}I}
donde Df es la derivada jacobiana, T es la matriz transpuesta e I es la matriz identidad. Una solución débil de este sistema se define como un elemento f de un espacio de Sóbolev W1,n
loc(Ω, Rn) con determinante jacobiano no negativo casi en todas partes, de modo que el sistema de Cauchy-Riemann se cumple en casi todos los puntos de Ω. El teorema de Liouville afirma entonces que toda solución débil (en este sentido) es una transformación de Möbius, lo que significa que tiene la forma
{\displaystyle f(x)=b+{\frac {\alpha A(x-a)}{|x-a|^{\varepsilon }}},\qquad Df={\frac {\alpha A}{|x-a|^{\varepsilon }}}\left(I-\varepsilon {\frac {x-a}{|x-a|}}{\frac {(x-a)^{\mathrm {T} }}{|x-a|}}\right),}
donde a, b son vectores en Rn, α es un escalar, A es una matriz de rotación, ε= 0 o 2, y la matriz entre paréntesis es I o una matriz de Householder (es decir, ortogonal). Dicho de manera equivalente, cualquier aplicación cuasiconforme de un dominio en el espacio euclídeo que también sea conforme es una transformación de Möbius. Esta afirmación equivalente justifica el uso del espacio de Sobolev W1,n, ya que f ∈ W1,n
loc(Ω, Rn) se deriva entonces de la condición geométrica de conformidad y de la caracterización absolutamente continua en rectas del espacio de Sobolev. Sin embargo, el resultado no es óptimo: en dimensiones pares n= 2k, el teorema también es válido para soluciones que solo se supone que están en el espacio W1,k
loc, y este resultado es claro en el sentido de que hay soluciones débiles de un sistema de Cauchy–Riemann en W1,p para cualquier p < k que no sea una transformación de Möbius. En dimensiones impares, se sabe que W1,n no es óptimo, pero se desconoce un resultado concluyente.
Se obtienen resultados de rigidez similares (en el caso suave) en cualquier geometría conforme. El grupo de isometrías conformes de una variedad de Riemann conforme de n dimensiones siempre tiene una dimensión que no puede exceder la del grupo conforme completo SO(n + 1, 1). La igualdad de las dos dimensiones se mantiene exactamente cuando la variedad conforme es isométrica con una n-esfera o un espacio proyectivo. Las versiones locales del resultado también son válidas: el álgebra de Lie de cuerpos de Killing conformes en un conjunto abierto tiene una dimensión menor o igual a la del grupo conforme, y la igualdad se mantiene si y solo si el conjunto abierto es localmente conformemente plano.